# Techneti
Tecneti (tiếng La tinh: Technetium) là nguyên tố hóa học có nguyên tử lượng và số nguyên tử nhỏ nhất trong số các nguyên tố không có đồng vị ổn định nào. Trên Trái Đất, nó là nguyên tố được con người phát hiện ra nhờ tổng hợp. Nó có số nguyên tử 43 và ký hiệu Tc. Các tính chất hóa học của kim loại chuyển tiếp màu xám bạc và kết tinh này là trung gian giữa rheni và mangan. Đồng phân hạt nhân bức xạ gama và có chu kỳ sống ngắn Tc99m được sử dụng trong y học hạt nhân cho nhiều loại thử nghiệm chẩn đoán lâm sàng. Tc99 được sử dụng như là nguồn chứa các hạt beta không chứa tia gamma. Các ion pertecnetat (TcO4-) có thể được sử dụng như là tác nhân ức chế mạnh sự ăn mòn anôt cho thép mềm trong các hệ thống làm lạnh khép kín.
Trước khi nguyên tố này được phát hiện thì nhiều tính chất của nguyên tố số 43 đã được D.I Mendeleev dự báo. Mendeleev nhận thấy có lỗ hổng trong bảng tuần hoàn của ông và gọi nguyên tố ở vị trí này là ekamangan. Năm 1937, đồng vị Tc97 trở thành nguyên tố chủ yếu là nhân tạo đầu tiên được sản xuất, vì thế mà có tên gọi của nó (từ tiếng Hy Lạp τεχνητός nghĩa là "nhân tạo"). Phần lớn tecneti sản xuất trên Trái Đất là phụ phẩm của phân hạch U235 trong các lò phản ứng hạt nhân và được giải phóng từ các thanh nhiên liệu hạt nhân. Không có đồng vị nào của tecneti có chu kỳ bán rã dài hơn 4,2 triệu năm (Tc98), vì thế sự phát hiện ra nó trong các sao khổng lồ đỏ vào năm 1952 đã hỗ trợ cho học thuyết cho rằng các ngôi sao có thể sản sinh ra các nguyên tố nặng. Trên Trái Đất, tecneti có ở dạng dấu vết nhưng có thể đo đạc được như là sản phẩm của phân hạch ngẫu nhiên trong quặng urani hay do bắt neutron trong các quặng molypden.

## Đặc trưng
Tecneti là một kim loại màu xám bạc có tính phóng xạ với bề ngoài tương tự như bạch kim. Tuy nhiên, nói chung nó hay thu được dưới dạng bột màu xám. Vị trí của nó trong bảng tuần hoàn là trung gian giữa rheni và mangan và theo như dự báo bởi luật tuần hoàn thì các tính chất của nó cũng là trung gian giữa hai nguyên tố này. Tecneti là bất thường trong số các nguyên tố nhẹ và trung bình ở chỗ nó không có đồng vị ổn định nào. Chỉ có tecneti và promethi (số 61) là không có đồng vị ổn định trong số các nguyên tố mà trước và sau chúng có các nguyên tố với các đồng vị ổn định.
Tecneti vì thế là cực kỳ hiếm trên Trái Đất. Tecneti không đóng vai trò sinh học tự nhiên gì và thông thường không tìm thấy trong cơ thể người.
Dạng kim loại của tecneti bị mờ xỉn chậm trong không khí ẩm. Các oxide của nó là TcO2, Tc2O7. Trong các điều kiện oxy hóa thì tecneti (VII) sẽ tồn tại như là các ion pertecnetat (TcO4-). Các trạng thái oxy hóa phổ biến là 0, +2, +4, +5, +6 và +7. Tecneti sẽ cháy trong oxy khi ở dạng bột. Nó hòa tan trong nước cường toan, acid nitric và acid sulfuric đậm đặc, nhưng không hòa tan trong acid clohiđric. Nó có các vạch quang phổ đặc trưng ở 363, 403, 410, 426, 430 và 485 nm.
Dạng kim loại của nó là hơi thuận từ, nghĩa là các lưỡng cực từ của nó hướng theo từ trường bên ngoài, mặc dù tecneti không là chất có từ tính thông thường. Cấu trúc tinh thể của tecneti kim loại là lục giác gắn kín. Tecneti kim loại tinh khiết đơn tinh thể sẽ trở thành chất siêu dẫn kiểu II ở 7,46 K; các tinh thể không đều và các tạp chất ở dạng dấu vết nâng nhiệt độ này lên 11,2 K đối với bột tecneti độ tinh khiết 99,9%. Dưới nhiệt độ này tecneti có hiệu ứng Meissner rất cao, lớn thứ hai trong số các nguyên tố, sau niobi.
Tecneti được sản xuất bằng phân hạch hạt nhân và lan truyền dễ dàng hơn so với nhiều nuclit phóng xạ khác. Nó dường như có độc tính hóa học thấp, mặc dù chứng cứ thực nghiệm là rất hiếm. Độc tính X-quang học của nó (trên đơn vị khối lượng) là hàm số của kiểu hợp chất, kiểu bức xạ của đồng vị đang xem xét và chu kỳ bán rã của đồng vị. Tc99m là đáng quan tâm trong các ứng dụng y học, do bức xạ từ đồng vị này là tia gama với bước sóng tương tự như các tia X dùng trong các ứng dụng chẩn đoán tia X thông thường trong y học, tạo cho nó có sự thâm nhập thích hợp trong khi gây ra tổn thương tối thiểu đối với lượng tử gama. Điều này cùng với chu kỳ bán rã cực ngắn của đồng phân hạt nhân này, kèm theo là chu kỳ bán rã tương đối dài của đồng vị được sinh ra (Tc99) cho phép nó được loại bỏ ra khỏi cơ thể trước khi nó phân rã. Điều này dẫn tới các liều lượng tương đối thấp của chiếu xạ chỉ định trong các lượng liều tương đương về mặt sinh học đối với các chiếu chụp hạt nhân dựa trên Tc99m điển hình.
Cần phải cẩn thận khi tiếp xúc với mọi đồng vị của tecneti. Đồng vị phổ biến nhất, Tc99, là nguồn bức xạ beta yếu; bức xạ của nó có thể bị ngăn chặn lại bởi thành của các thiết bị bằng thủy tinh trong phòng thí nghiệm. Các tia X mềm được sinh ra khi các hạt beta bị chặn lại, nhưng nếu cơ thể cách xa trên 30 cm thì các tia X này nói chung không gây ra vấn đề. Nguy hiểm chính khi làm việc với tecneti là hít thở phải bụi của nó; do nhiễm bẩn phóng xạ trong phổi có thể nâng cao độ rủi ro bị ung thư. Đối với phần lớn công việc thì mũ trùm chống hơi là vừa đủ; găng tay không thực sự cần thiết.

## Ứng dụng

### Y học hạt nhân
Tc99m được sử dụng trong các thử nghiệm y học dùng đồng vị phóng xạ, chẳng hạn như là tác nhân dò vết phóng xạ mà các thiết bị y tế có thể phát hiện trong cơ thể người Nó thích hợp với vai trò này do nó bức xạ các tia gama có thể phát hiện được ở ngưỡng 140 keV, và chu kỳ bán rã của nó là 6,01 giờ (nghĩa là khoảng 87,5% khối lượng của nó bị phân rã thành Tc99 trong 24 giờ). Cuốn Technetium của Klaus Schwochau liệt kê 31 dược phẩm phóng xạ dựa trên Tc99m cho các nghiên cứu chiếu chụp và chức năng về não, cơ tim, tuyến giáp, phổi, gan, túi mật, thận, cột sống, máu và các khối u.
Chụp nhấp nháy miễn dịch đưa Tc99m vào trong kháng thể nhân bản đơn (moAb hay mAb) một protein hệ miễn dịch có khả năng liên kết với các tế bào ung thư. Vài giờ sau khi tiêm, thiết bị y tế được dùng để phát hiện các tia gama do Tc99m bức xạ; các mật độ cao chỉ ra nơi có khối u. Kỹ thuật này hữu ích để phát hiện các chỗ ung thư khó phát hiện, chẳng hạn những vùng liên quan tới ruột. Các kháng thể đã biến đổi này được công ty của Đức là Hoechst (hiện nay thuộc Sanofi-Aventis) bán dưới tên gọi "Scintium".
Khi Tc99m kết hợp với hợp chất thiếc nó liên kết với hồng cầu và vì thế có thể sử dụng để lập bản đồ các rối loạn trong hệ tuần hoàn. Nó thường được dùng để phát hiện các chỗ bị chảy máu trong hệ tiêu hóa. Các ion pyrophốtphat với Tc99m bám vào calci tích lũy trong cơ tim bị tổn thương, làm cho nó trở thành có ích để phán đoán tổn thương sau khi bị nhồi máu cơ tim. Chất keo của Tc99m chứa lưu huỳnh được lá lách lọc sạch, làm cho nó là tiềm năng để chiếu chụp cấu trúc của lá lách.
Phơi nhiễm phóng xạ do xử lý lâm sàng bằng Tc99m có thể giữ ở mức thấp. Do Tc99m có chu kỳ bán rã ngắn và bức xạ các tia gama cao năng lượng nên nó dễ dàng phân rã thành Tc99 ít phóng xạ hơn, tạo ra liều phóng xạ tổng thể tương đối ít hơn cho bệnh nhân trên một đơn vị hoạt hóa ban đầu sau khi chỉ định. Trong dạng được chỉ định trong các thử nghiệm y học này (thường là pertecnetat) cả hai đồng vị đều bị loại trừ nhanh chóng từ cơ thể, nói chung trong phạm vi vài ngày.
Tecnetimcho các mục đích y học hạt nhân thông thường được tách ra từ các máy sinh tecneti-99m. Tc95m với chu kỳ bán rã 61 ngày, được sử dụng như là tác nhân dò vết phóng xạ để nghiên cứu chuyển động của tecneti trong môi trường và trong động, thực vật.

### Công nghiệp/Hóa chất
Tc99 phân rã gần như hoàn toàn bằng phân rã beta, bức xạ ra các hạt beta với năng lượng thấp, khá ổn định và không kèm theo tia gama. Ngoài ra, chu kỳ bán rã dài của nó nghĩa là bức xạ này giảm rất chậm theo thời gian. Nó cũng có thể được chiết tách thành dạng có độ tinh khiết hóa học và đồng vị cao từ các chất thải phóng xạ. Vì lý do này, nó là nguồn bức xạ beta tiêu chuẩn của NIST Hoa Kỳ, được dùng trong các thiết bị định cỡ.
Tc99 cũng được đề xuất sử dụng trong các pin hạt nhân quang điện và thang độ nano.
Giống như rheni và paladi, tecneti có thể dùng làm chất xúc tác. Đối với một số phản ứng nhất định, chẳng hạn khử hiđrô của rượu isopropyl, nó là chất xúc tác có hiệu quả cao hơn so với cả rheni lẫn paladi. Tuy nhiên, tính phóng xạ của nó là vấn đề chính trong tìm kiếm các ứng dụng an toàn.
Trong một số điều kiện nhất định, nồng độ nhỏ (cỡ 5×10−5 mol/L) ion pertecnetat trong nước có thể bảo vệ sắt và thép cacbon không bị ăn mòn. Vì lý do này, pertecnetat có thể được sử dụng như là chất ức chế ăn mòn anôt cho thép, mặc dù tính phóng xạ của tecneti gây ra các vấn đề các ứng dụng hóa chất như thế. Trong khi CrO42− cũng có thẻ gây ức chế như thế nhưng nó cần nồng độ cao gấp 10 lần. Cơ chế mà pertecnetat ngăn chặn ăn mòn vẫn chưa được hiểu rõ, nhưng dường như nó tham gia vào quá trình hình thành thuận nghịch một lớp mỏng trên bề mặt. Một giả thuyết cho rằng pertecnetat phản ứng với bề mặt thép để tạo ra một lớp oxide tecneti có tác dụng ngăn ngừa ăn mòn sau đó; hiệu ứng tương tự cũng giải thích tại sao bột sắt lại có thể sử dụng để loại bỏ pertecnetat từ nước. (Cacbon hoạt hóa cũng có thể sử dụng với hiệu ứng tương tự.) Hiệu ứng biến mất rất nhanh nếu nồng độ của pertecnetat thấp hơn nồng độ tối thiểu hay nồng độ quá cao của các ion khác được thêm vào.
Bản chất phóng xạ của tecneti (3 MBq mỗi lít ở các nồng độ yêu cầu) làm cho sự bảo vệ chống ăn mòn là gần như không thực tế trong nhiều tình huống. Tuy nhiên, sự bảo vệ chống ăn mòn như thế đã được đề xuất (nhưng không được chấp nhận) để sử dụng trong các lò phản ứng hạt nhân nước sôi.

## Lịch sử

### Tìm kiếm nguyên tố 43

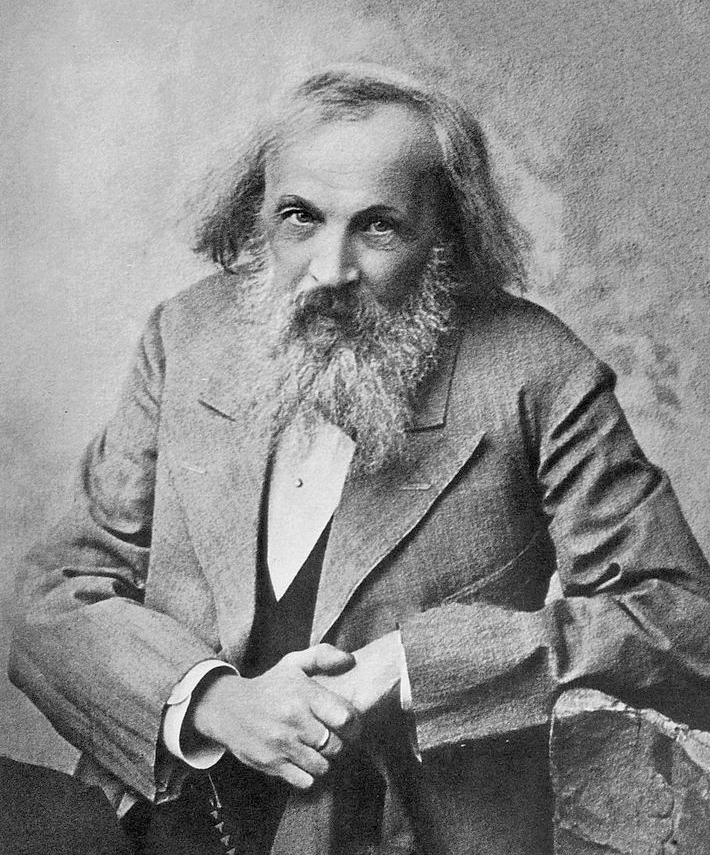
Dmitri Ivanovich Mendeleev dự báo các tính chất của tecneti trước khi phát hiện ra nó.

Trong nhiều năm đã tồn tại khoảng trống trong bảng tuần hoàn giữa molypden (số 42) và rutheni (số 44). Nhiều nhà nghiên cứu thời kỳ đầu đã cố gắng để có thể là người đầu tiên tìm thấy và đặt tên cho nguyên tố còn bị bỏ sót này; vị trí của nó trong bảng tuần hoàn gợi ý rằng việc tìm kiếm nó phải dễ dàng hơn so với các nguyên tố chưa được phát hiện khác. Lần đầu tiên người ta cho rằng đã tìm thấy nó trong quặng platin vào năm 1828. Khi đó nó được đặt tên là polonium nhưng hóa ra nó chỉ là iridi không tinh khiết. Sau đó vào năm 1846 nguyên tố ilmenium được tuyên bố là đã tìm thấy nhưng lại được xác nhận là niobi không tinh khiết. Sai lầm này lặp lại vào năm 1847 với "sự phát hiện" ra pelopium. Dmitri Ivanovich Mendeleev dự báo rằng nguyên tố còn bỏ sót này, như một phần trong các dự đoán khác, về mặt hóa học phải tương tự như mangan và đặt tên cho nó là ekamangan.
Năm 1877, nhà hóa học Nga là Serge Kern thông báo về việc phát hiện ra nguyên tố còn sót này trong quặng platin. Kern đặt tên cho nó là davyum, theo tên nhà hóa học người Anh Humphry Davy, nhưng sau đó nó được xác định là hỗn hợp của iridi, rhodi và sắt. Một ứng cử viên khác, lucium, thông báo vào năm 1896 nhưng được xác định chính là ytri. Năm 1908, nhà hóa học Nhật Bản là Masataka Ogawa tìm thấy chứng cứ trong khoáng vật thorianit mà ông cho rằng chỉ ra sự tồn tại của nguyên tố 43. Ogawa đặt tên cho nó là nipponium, theo tên gọi của Nhật Bản (là Nippon trong tiếng Nhật). Năm 2004, H. K Yoshihara sử dụng "bản ghi phổ tia X của mẫu nipponium của Ogawa từ thorianit chứa trong một tấm kính ảnh do gia đình ông lưu giữ. Phổ được đọc và chỉ ra sự hiện diện của nguyên tố số 43 và sự hiện diện của nguyên tố số 75 (rheni)."
Các nhà hóa học Đức là Walter Noddack, Otto Berg và Ida Tacke (sau này là bà Noddack) thông báo về phát hiện ra nguyên tố số 75 và nguyên tố số 43 năm 1925 và đặt tên cho nguyên tố 43 là masurium (theo tên gọi Masuria ở miền đông Phổ, hiện nay thuộc Ba Lan, khu vực là quê hương của gia đình Walter Noddack). Nhóm này sử dụng phương pháp tấn công columbit bằng một luồng điện tử nguyên tố 43 được suy diễn ra là tồn tại nhờ kiểm tra các ảnh phổ nhiễu xạ tia X. Bước sóng của tia X sinh ra có liên quan với số nguyên tử theo công thức mà Henry Moseley đưa ra năm 1913. Nhóm này cho rằng đã phát hiện tín hiệu tia X mờ nhạt tại bước sóng sinh ra bởi nguyên tố số 43. Các thực nghiệm đương thời đã không thể lặp lại phát kiến này và trên thực tế nó đã bị gạt bỏ trong nhiều năm như là có sai sót.
Năm 1998, John T. Armstrong của Viện Tiêu chuẩn và Công nghệ Quốc gia Hoa Kỳ (NIST) chạy các "giả lập máy tính" cho thực nghiệm năm 1925 và thu được các kết quả rất gần với các kết quả mà nhóm của Noddack đã thông báo. Ông cho rằng điều này cũng được hỗ trợ thêm bởi công trình do David Curtis từ Phòng thí nghiệm quốc gia Los Alamos công bố khi đo đạc sự phổ biến tự nhiên (nhỏ) của tecneti. Tuy nhiên, các kết quả thực nghiệm của Noddack không bao giờ có thể tái tạo lại và họ đã không thể cô lập được bất kỳ cái gì có thể gọi là nguyên tố số 43. Tranh cãi vẫn còn diễn ra về việc nhóm Noddack có thực sự tìm ra nguyên tố 43 vào năm 1925 hay không.

### Phát hiện chính thức và lịch sử sau đó
Sự phát hiện ra nguyên tố 43 cuối cùng được xác nhận trong thực nghiệm năm 1937 tại Đại học Palermo ở Sicilia do Carlo Perrier và Emilio Segrè tiến hành. Mùa hè năm 1936, Segrè và vợ ông thăm Hoa Kỳ, đầu tiên tới New York ở Đại học Columbia, nơi ông đã tới vào mùa hè năm trước, và sau đó tới Berkeley thăm phòng thí nghiệm phóng xạ của Ernest O. Lawrence. Ông đã thuyết phục nhà phát minh ra cyclotron (Lawrence) cho phép ông lấy một vài bộ phận của cyclotron đã bỏ đi và có tính phóng xạ. Đầu năm 1937, Lawrence gửi cho ông một lá molypden từng là một phần của bộ làm lệch từ trong cyclotron. Segrè tranh thủ nhà hóa học giàu kinh nghiệm (đồng thời là đồng nghiệp của ông) là Perrier để cố gắng chứng minh thông qua hóa học so sánh rằng molypden hoạt hóa trên thực tế có Z = 43, một nguyên tố không tồn tại trong tự nhiên do tính không ổn định của nó trước phân rã hạt nhân. Với khó khăn to lớn đáng kể họ cuối cùng đã thành công trong việc cô lập 3 chu kỳ phân rã khác biệt (90, 80, 50 ngày) mà cuối cùng hóa ra là hai đồng vị, Tc95 và Tc97, của tecnetium, tên gọi mà sau đó Perrier và Segrè đặt cho nguyên tố đầu tiên do con người tạo ra. Các quan chức của Đại học Palermo muốn họ đặt tên cho phát kiến của mình là panormium, theo tên gọi trong tiếng Latinh của Palermo là Panormus. Tuy nhiên, các nhà nghiên cứu đã đặt tên cho nguyên tố số 43 theo từ trong tiếng Hy Lạp τεχνητός, nghĩa là "nhân tạo", do nó là nguyên tố đầu tiên được sản xuất nhân tạo. Segrè trở lại Berkeley và ngay lập tức tìm Glenn T. Seaborg. Họ đã cô lập được đồng vị Tc99m mà hiện nay được sử dụng trong khoảng 10 triệu thử nghiệm chẩn đoán y học mỗi năm.
Năm 1952, nhà thiên văn Paul W. Merrill tại California phát hiện tín hiệu quang phổ của tecneti (cụ thể là ánh sáng tại 403,1 nm, 423,8 nm, 426,8 nm và 429,7 nm) trong ánh sáng từ các sao đỏ khổng lồ kiểu S. Các ngôi sao khổng lồ này ở giai đoạn gần cuối cuộc đời của mình rất giàu nguyên tố có chu trình sống ngắn này, nghĩa là các phản ứng hạt nhân trong ngôi sao phải sinh ra nó. Chứng cứ này được sử dụng để ủng hộ cho giả thuyết khi đó chưa được chứng minh cho rằng các ngôi sao là nơi tổng hợp nhân của các nguyên tố nặng hơn diễn ra. Gần đây, các quan sát như vậy đã cung cấp chứng cứ cho thấy các nguyên tố được tạo ra bởi bắt neutron trong tiến trình s.
Kể từ sau phát hiện ra nó, đã có nhiều tìm kiếm trong các vật chất trên Trái Đất để tìm các nguồn tự nhiên cho tecneti. Năm 1962, Tc99 được cô lập và nhận dạng trong pitchblend lấy từ Congo thuộc Bỉ với khối lượng cực nhỏ (khoảng 0,2 ng/kg); trong đó nó tồn tại như là sản phẩm từ phân hạch ngẫu nhiên của U238. Phát hiện này do B.T. Kenna và P.K. Kuroda thực hiện. Cũng có chứng cứ cho thấy lò phân hạch hạt nhân tự nhiên ở Oklo, Gabon sinh ra một lượng đáng kể Tc99, để sau đó nó phân rã tiếp thành Ru99.

## Phổ biến và sản xuất
Do tecneti không ổn định, chỉ tồn tại ở dạng dấu vết rất nhỏ một cách tự nhiên trong lớp vỏ Trái Đất như là sản phẩm phân hạch ngẫu nhiên của urani. Năm 1999, David Curtis ước tính rằng mỗi kilôgam urani chứa khoảng 1 nanogam (1×10−9 g) tecneti. Tecneti ngoài Trái Đất được tìm thấy trong một vài ngôi sao đỏ khổng lồ (kiểu S, M, N) mà vạch hấp thụ trong quang phổ của chúng chỉ ra sự hiện diện của nguyên tố này.

### Sản xuất Tc-99 như phụ phẩm trong rác thải phân hạch
Trái với sự cực kỳ khan hiếm trong tự nhiên, khối lượng lớn Tc99 được sản xuất mỗi năm từ các thanh nhiên liệu hạt nhân đã qua sử dụng, chứa nhiều loại sản phẩm phân hạch. Sự phân hạch của 1 gam U235 trong các lò phản ứng hạt nhân sinh ra 27 mg Tc99, làm cho tecneti có hiệu suất sinh sản phẩm phân hạch là 6,1%. Các đồng vị khác của tecneti do phân hạch cũng được sinh ra tương tự, chẳng hạn 4,9% từ U233 hay 6,21% từ Pu239.
Người ta ước tính cho tới năm 1994 khoảng 49.000 TBq (78 tấn) tecneti đã được sản xuất trong các lò phản ứng hạt nhân và đây cũng là nguồn chủ lực trong cung cấp tecneti trên Trái Đất. Tuy nhiên, chỉ một phần nhỏ được sử dụng về mặt thương mại. Vào năm 2005, Tc99 có thể được bán cho những ai có giấy phép của ORNL với giá 83 USD/g cộng với chi phí đóng gói.
Do Tc99 là sản phẩm từ phân hạch hạt nhân của cả U235 lẫn Pu239 với khối lượng vừa phải nên nó tồn tại trong rác thải hạt nhân của các lò phân hạch và được sản xuất khi bom hạt nhân nổ. Khối lượng tecneti sản xuất nhân tạo trong môi trường vượt xa sự tồn tại tự nhiên của nó. Điều này là do sự giải phóng bởi thử nghiệm hạt nhân trong khí quyển cùng với sự loại bỏ và chế biến các rác thải hạt nhân giàu tính phóng xạ. Do sản lượng sinh ra từ phân hạch lớn và chu kỳ bán rã tương đối dài nên Tc99 là một trong những thành phần chính của rác thải hạt nhân. Sự phân rã của nó, được đo theo becquerel trên khối lượng nhiên liệu đã dùng, chủ yếu ở mức khoảng 104 tới 106 năm sau khi có sự hình thành của rác thải hạt nhân.
Ước tính khoảng 160 TBq (khoảng 250 kg) Tc99 được các thử nghiệm hạt nhân trong khí quyển giải phóng vào môi trường cho tới năm 1994. Khối lượng Tc99 từ các lò phản ứng hạt nhân giải phóng vào môi trường cho tới năm 1986 là ở ngưỡng 1000 TBq (khoảng 1.600 kg), chủ yếu là do tái chế nhiên liệu hạt nhân; phần lớn trong số này bị thải vào biển. Trong những năm gần đây, các phương pháp tái chế đã được cải tiến để giảm bức xạ, nhưng vào năm 2005 nguồn xả Tc99 chính vào môi trường là nhà máy Sellafield, đã giải phóng khoảng 550 TBq (khoảng 900 kg) từ năm 1995 tới năm 1999 vào trong biển Ailen. Từ năm 2000 trở đi khối lượng đã bị hạn chế theo quy định ở mức 90 TBq (khoảng 140 kg) mỗi năm.
Như là kết quả của tái chế nhiên liệu hạt nhân, tecneti được thải vào biển ở một số khu vực và một số hải sản chứa tecneti ở lượng rất nhỏ nhưng có thể đo đạc được. Ví dụ, tôm hùm châu Âu từ miền tây Cumbria chứa một lượng nhỏ tecneti. Các vi khuẩn kỵ khí, tạo nội bào trong chi Clostridium có khả năng khử Tc (VII) thành Tc (IV). Vi khuẩn Clostridia đóng vai trò trong khử sắt, mangan và urani, vì thế có ảnh hưởng tới độ hòa tan của các nguyên tố này trong đất và trong các trầm tích. Khả năng của chúng trong khử tecneti có thể xác định một phần lớn độ linh động của tecneti trong các rác thải công nghiệp và các môi trường cận kề bề mặt khác.
Chu kỳ bán rã dài của Tc99 và khả năng của nó tạo ra các dạng anion làm cho nó (cùng với I129) là các mối e ngại chính khi xem xét tới sự xử lý dài hạn các rác thải có mức phóng xạ cao. Ngoài ra, nhiều quy trình được thiết kế để xử lý các sản phẩm phân hạch từ các luồng quy trình hoạt hóa trung bình trong các nhà máy tái chế được thiết kế để loại bỏ các dạng cation như xezi (chẳng hạn, Cs137) và stronti (chẳng hạn, Sr90). Vì thế pertecnetat có thể thoát khỏi các biện pháp của các quy trình xử lý này. Các tùy chọn loại bỏ phế thải hiện tại ưa dùng việc chôn cất trong các tầng đá ổn định về mặt địa chất. Nguy hiểm chính với việc làm này là chất thải có thể sẽ tiếp xúc với nước và nó có thể làm rò rỉ các chất ô nhiễm phóng xạ vào trong môi trường. Các anion pertecnetat và iodide ít có khả năng bị hấp thụ vào bề mặt của các khoáng vật vì thế chúng có thể có độ linh động cao.
Để so sánh, có thể thấy plutoni, urani, xezi có khả năng liên kết với các hạt đất tốt hơn. Vì lý do này, hóa học môi trường về tecneti là lĩnh vực tích cực trong các nghiên cứu. Biện pháp xử lý chất thải khác, chuyển hóa hạt nhân, đã chứng minh tại CERN cho Tc99. Quy trình chuyển hóa này là cách thức trong đó tecneti (Tc99 như một mục tiêu kim loại) bị tấn công bằng các neutron để tạo ra Tc100 có chu kỳ sống ngắn (chu kỳ bán rã 16 giây) và nó bị phân rã theo phân rã beta để tạo ra rutheni (Ru100). Nếu sự phục hồi rutheni có thể sử dụng được là mục đích thì cần phải có mục tiêu tecneti cực kỳ tinh khiết; nếu các dấu vết của các nguyên tố nhóm actinid phụ, chẳng hạn americi và curi có mặt trong mục tiêu, chúng có thể trải qua quá trình phân hạch và tạo ra nhiều sản phẩm phân hạch làm tăng độ phóng xạ của mục tiêu bị chiếu rọi. Sự hình thành Ru106 (chu kỳ bán rã 374 ngày) từ phân hạch sạch có thể làm tăng độ hoạt hóa của rutheni kim loại cuối cùng và nó đòi hỏi thời gian làm nguội dài hơn sau chiếu rọi, trước khi rutheni có thể sử dụng được.
Sản xuất thực tế của Tc99 từ nhiên liệu hạt nhân đã qua sử dụng là một quy trình dài. Trong tái chế nhiên liệu, nó xuất hiện trong dạng chất thải lỏng có tính phóng xạ cao. Sau khi để vài năm, độ phóng xạ giảm xuống tới điểm trong đó việc tách ra các đồng vị tồn tại lâu, bao gồm Tc99, trở thành khả thi. Một vài phương pháp chiết tách hóa học được sử dụng để sản xuất Tc99 kim loại có độ tinh khiết cao.

### Kích hoạt neutron cho molypden hay các nguyên tố khác
Đồng vị đồng phân hạt nhân (trạng thái khi hạt nhân bị kích thích) Tc99m được sinh ra như là sản phẩm phân hạch từ phân hạch urani hay plutoni trong các lò phản ứng hạt nhân. Do nhiên liệu hạt nhân đã qua sử dụng được để lại trong vài năm trước khi tái chế, cả Mo99 và Tc99m sẽ bị phân rã theo thời gian mà các sản phẩm phân hạch được tách ra từ các nguyên tố nhóm actini chính trong tái chế hạt nhân thông thường. PUREX raffinate sẽ chứa hàm lượng cao tecneti như là TcO4- nhưng gần như tất cả nó sẽ là Tc99. Phần lớn Tc99m sử dụng trong y học được tạo ra từ Mo99 do kích hoạt neutron của Mo98. Mo99 có chu kỳ bán rã 67 giờ, vì thế Tc99m tồn tại ngắn ngủi (chu kỳ bán rã 6 giờ, như là kết quả phân rã của Mo99), liên tục được tạo ra. Các bệnh viện sau đó tách tecneti ra khỏi dung dịch bằng cách dùng thiết bị sinh tecneti-99m ("con bò tecneti", hay đôi khi còn gọi là "con bò molypden").
Con bò tecneti thông thường là cột alumina chứa Mo98; do nhôm có tiết diện bắt neutron nhỏ, nên nó là thuận tiện để các cột alumina chứa Mo98 không hoạt hóa được chiếu rọi bằng các neutron để tạo ra cột Mo99 phóng xạ cho con bò tecneti. Làm việc theo cách này, không cần thiết phải có các bước hóa học phức tạp để tách molypden ra khỏi hỗn hợp sản phẩm phân hạch. Phương pháp thay thế này đòi hỏi phải có mục tiêu urani đã làm giàu được chiếu rọi bằng các neutron để tạo ra Mo99 như là sản phẩm phân hạch rồi sau đó tách ra.
Các đồng vị khác của tecneti không được sinh ra với lượng đáng kể do phân hạch; khi cần thiết chúng được sản xuất bằng cách chiếu rọi neutron của các đồng vị cha (ví dụ Tc97 có thể tạo ra bằng chiếu rọi neutron cho Ru96).

## Đồng vị
Tecneti là một trong hai nguyên tố (trong số 82 nguyên tố đầu tiên) không có đồng vị ổn định (trên thực tế nó là nguyên tố có số nguyên tử thấp nhất chỉ tồn tại ở dạng các đồng vị phóng xạ); nguyên tố kia là promethi. Các đồng vị phóng xạ ổn định nhất là Tc98 (chu kỳ bán rã 4,2 triệu năm), Tc97 (2,6 triệu năm) và Tc99 (211.100 năm).
Hai mươi hai đồng vị khác cũng được nêu đặc trưng với nguyên tử lượng từ 87,933 (Tc88) tới 112,931 (Tc113). Phần lớn trong số này có chu kỳ bán rã nhỏ hơn 1 giờ; các ngoại lệ là Tc93 (2,75 giờ), Tc94 (4,883 giờ), Tc95 (20 giờ), Tc96 (4,28 ngày).
Tecneti cũng có nhiều đồng phân hạt nhân. Tc97m là ổn định nhất, với chu kỳ bán rã 90,1 ngày (0,097 MeV). Tiếp theo là Tc95m (61 ngày, 0,038 MeV) và Tc99m (6,01 giờ, 0,143 MeV). Tc99m chỉ bức xạ tia gama, sau đó phân rã thành Tc99.
Đối với các đồng vị nhẹ hơn đồng vị ổn định nhất (Tc98) thì phương thức phân rã chủ yếu là bắt điện tử tạo ra molypden. Đối với các đồng vị nặng hơn đồng vị ổn định nhất thì phương thức phân rã chủ yếu là bức xạ beta tạo ra rutheni, với ngoại lệ là Tc100 có thể phân rã bằng cả bức xạ beta lẫn bắt điện tử.
Tc99 là đồng vị phổ biến nhất và dễ có nhất, do nó là sản phẩm chính của phân hạch U235. Một gam Tc99 sinh ra 6,2×108 phân rã trong một giây (nghĩa là 0,62 GBq/g).

### Độ ổn định của các đồng vị tecneti
Tecneti và promethi là các nguyên tố nhẹ bất thường ở chỗ chúng không có đồng vị ổn định. Nguyên nhân cho điều này khá phức tạp.
Sử dụng mô hình giọt lỏng cho hạt nhân nguyên tử, người ta có thể rút ra công thức bán kinh nghiệm cho năng lượng liên kết của hạt nhân. Công thức này dự báo "thung lũng của độ ổn định beta" mà theo đó các nuclit không trải qua phân rã beta. Các nuclit nằm "trên tường" của thung lũng có xu hướng phân rã bằng phân rã beta về phía tâm (bằng cách bức xạ một electron, bức xạ một positron hay bắt một electron).
Đối với số nucleon A cố định và lẻ, đồ thị của năng lượng liên kết theo số nguyên tử (số lượng proton) có hình dạng tương tự như parabol (hình chữ U), với nuclit ổn định nhất ở đáy. Một bức xạ beta hay bắt điện tử sẽ chuyển đổi một nuclit của khối lượng A thành nuclit kế tiếp hay trước đó, nếu sản phẩm có năng lượng liên kết thấp hơn và sai khác trong năng lượng là đủ để dẫn tới phương thức phân rã. Khi chỉ có một parabol thì cũng chỉ có một đồng vị ổn định nằm trên parabol này.
Đối với số nucleon A cố định và chẵn, đồ thị có dạng răng cưa và tốt nhất được hình dung như là hai parabol tách biệt cho các số nguyên tử chẵn và lẻ, do các đồng vị với số chẵn proton và số chẵn neutron là ổn định hơn so với các đồng vị với số lẻ các neutron và số lẻ các proton.
Khi có hai parabol, nghĩa là khi số nucleon là chẵn, một điều có thể xảy ra (hiếm) là có hạt nhân ổn định vởi số lẻ các neutron và số lẻ các proton (mặc dù chỉ có 4 ví dụ ổn định thật sự đối lại với tồn tại rất lâu: các hạt nhân nhẹ: H2 Li6, B10, N14). Tuy nhiên, nếu điều đó xảy ra, thì cũng có thể không có đồng vị ổn định với số chẵn các neutron và số chẵn các proton.
Đối với tecneti (Z=43), thung lũng ổn định beta có tâm ở khoảng 98 nucleon. Tuy nhiên, đối với mọi số nucleon từ 95 tới 102, đã có ít nhất một nuclit ổn định của hoặc là molypden (Z=42) hoặc là của rutheni (Z=44). Đối với các đồng vị với số lẻ các nucleon, nó ngay lập tức loại trừ đồng vị ổn định của tecneti, do chỉ có thể có duy nhất 1 nuclit ổn định với số lẻ cố định các nucleon. Đối với các đồng vị với số chẵn các nucleon, do tecneti có số lẻ các proton, nên bất kỳ đồng vị nào cũng phải có số lẻ các neutron. Trong trường hợp như thế, sự hiện diện của nuclit ổn định có cùng số các nucleon và số chẵn các proton bác bỏ khả năng về hạt nhân ổn định.

### Các công trình trích dẫn
- The Encyclopedia of the Chemical Elements, Cifford A. Hampel chủ biên, mục từ "Technetium" do S. J. Rimshaw viết (New York; Reinhold Book Corporation; 1968; trang 689–693) Số thẻ catalog của Thư viện Quốc hội Hoa Kỳ: 68–29938
- Nature's Building Blocks: An A-Z Guide to the Elements, John Emsley viết (New York; nhà in Đại học Oxford; 2001; trang 422–425) ISBN 0-19-850340-7
- The radiochemical Manual, ấn bản lần thứ hai, B.J. Wilson chủ biên, 1966.
- Phòng thí nghiệm quốc gia Los Alamos – Tecneti Lưu trữ ngày 19 tháng 11 năm 2010 tại Wayback Machine *WebElements.com "Technetium" Sử dụng
- EnvironmentalChemistry.com Nuclit / Đồng vị
- Elentymolgy and Elements Multidict của Peter van der Krogt, "Technetium"
- History of the Origin of the Chemical Elements and Their Discoverers của Norman E. Holden
- Technetium as a Material for AC Superconductivity Applications của S. H. Autler, biên bản lưu của nghiên cứu hè năm 1968 về các thiết bị và chất gia tốc siêu dẫn
- Technetium heart scan Lưu trữ ngày 8 tháng 9 năm 2002 tại Wayback Machine, Thư viện y học của Joseph F. Smith
- Gut transfer and doses from environmental technetium, J D Harrison và ctv, 2001 J. Radiol. Prot. 21 9–11
- Ida Tacke và cuộc chiến đằng sau phát kiến phân hạch Lưu trữ ngày 9 tháng 8 năm 2009 tại Wayback Machine, của Kevin A. Nies
- TECHNETIUM của John T. Armstrong
- Technetium-99 Behaviour in the Terrestrial Environment - Field Observations and Radiotracer Experiments, Keiko Tagami, tạp chí Nuclear and Radiochemical Sciences, Quyển. 4, số.1, trang. A1-A8, 2003
- Chất siêu dẫn kiểu 2
- The CRC Handbook of Chemistry and Physics Lưu trữ ngày 24 tháng 7 năm 2017 tại Wayback Machine, ấn bản lần thứ 85, 2004–2005, Nhà in CRC
- K. Yoshihara, "Technetium in the Environment" trong "Topics in Current Chemistry: Technetium and Rhenium", vol. 176, K. Yoshihara và T. Omori (chủ biên), Springer-Verlag, Berlin Heidelberg, 1996.
- Schwochau Klaus, Technetium, Wiley-VCH (2000), ISBN 3-527-29496-1
- RADIOCHEMISTRY and NUCLEAR CHEMISTRY Lưu trữ ngày 4 tháng 1 năm 2007 tại Wayback Machine, Gregory Choppin, Jan-Olov Liljenzin, Jan Rydberg, ấn bản lần thứ 3, 2002, chương về độ ổn định hạt nhân[liên kết hỏng] (pdf)
- WebElements.com – Technetium, EnvironmentalChemistry.com – Technetium
- Nudat 2 Lưu trữ ngày 28 tháng 4 năm 2021 tại Wayback Machine biểu đồ nuclit từ Trung tâm Dữ liệu Hạt nhân Quốc gia Hoa Kỳ, Phòng thí nghiệm quốc gia Brookhaven
- Các nuclit và đồng vị Lưu trữ ngày 2 tháng 2 năm 2011 tại Wayback Machine Ấn bản lần thứ 14: Chart of the Nuclides, Công ty General Electric, 1989